# Вільне місто Данциг (Наполеонівське)
Ця стаття про квазі-державу часів Наполеона, про протекторат Ліги Націй 20-го століття, дивись Вільне місто Данциг
Вільне місто Данциг, або Данцизька республіка — напівавтономна держава, заснована Наполеоном 9 вересня 1807 року під час Наполеонівських війн. Ця територія була відокремлена від Королівства Пруссії, складаючись з міста Данциг з його сільськими володіннями в гирлі Вісли, разом з Хельською косою і південної половини Віслинської коси.
29 листопада 1813 року російські війська обложили місто і французи відійшли 2 січня 1814 року.
Згідно з рішеннями Віденського конгресу 1814/15 Данциг повернули Пруссії. Після чого став столицею району і провінції Західна Пруссія, традиційна автономія була збережена.